# Hidatsa
Os Hidatsa são um povo siouano.

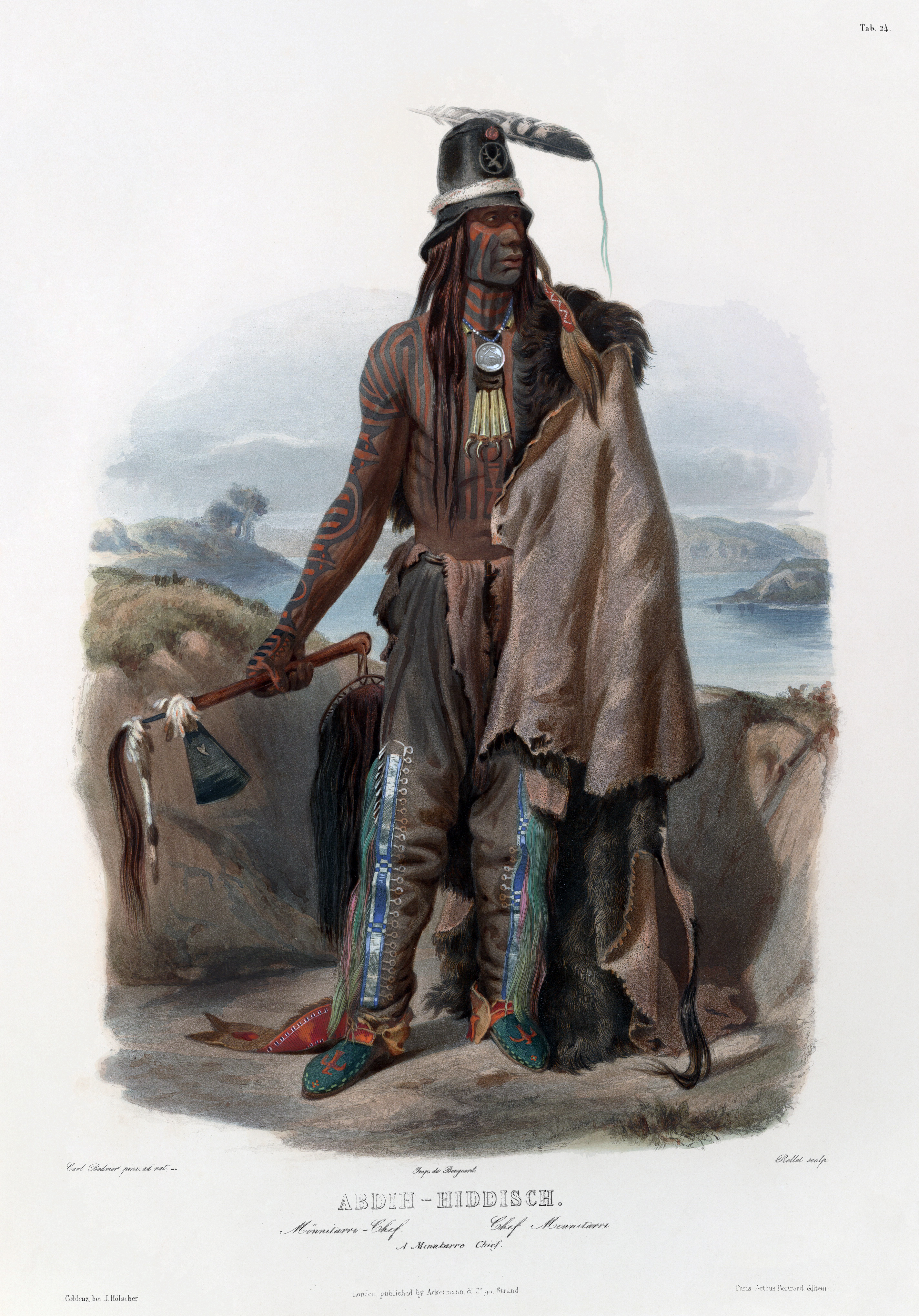
Criador de estradas (Aríìhiriš), chefe da Hidatsa do século XIX. Gravura após uma aquarela de Karl Bodmer.

A Hidatsa está inscrita nas Três Tribos Afiliadas, reconhecidas pelo governo federal, da Reserva de Fort Berthold, em Dakota do Norte. Sua língua está relacionada à do Corvo, e às vezes são consideradas uma tribo dos pais do Corvo moderno em Montana.

## Nome
O autônimo de Hidatsa é Hiraacá. Segundo a tradição tribal, a palavra hiraacá deriva da palavra "salgueiro"; no entanto, a etimologia não é transparente e a semelhança com os 'salgueiros' mirahací é inconclusiva. O nome atual Hidatsa era anteriormente carregado por uma das três aldeias tribais. Quando as aldeias se consolidaram, o nome foi adotado para a tribo como um todo.
Eles são chamados de Minnetaree por seus aliados, os Mandan; em Assiniboine, os Assiniboine (Hidusidi) os conhecem como: wakmúhaza yúde, ȟewáktųkta
Ocasionalmente, eles também foram confundidos com os Gros Ventres, hoje em dia nas províncias de Montana e nas Pradarias, no Canadá, que faziam parte dos povos Arapahoan que falavam povos. Os nômades Gros Ventres foram chamados Minnetarees de Fort de Prairie, Minnetarees da Pradaria, Minnetarees das Planícies ou Gros Ventres da Pradaria, enquanto o semidentário Hidatsa era conhecido como Minnetarees do Missouri ou Gros Ventres do Missouri.

## História

### Até 1850

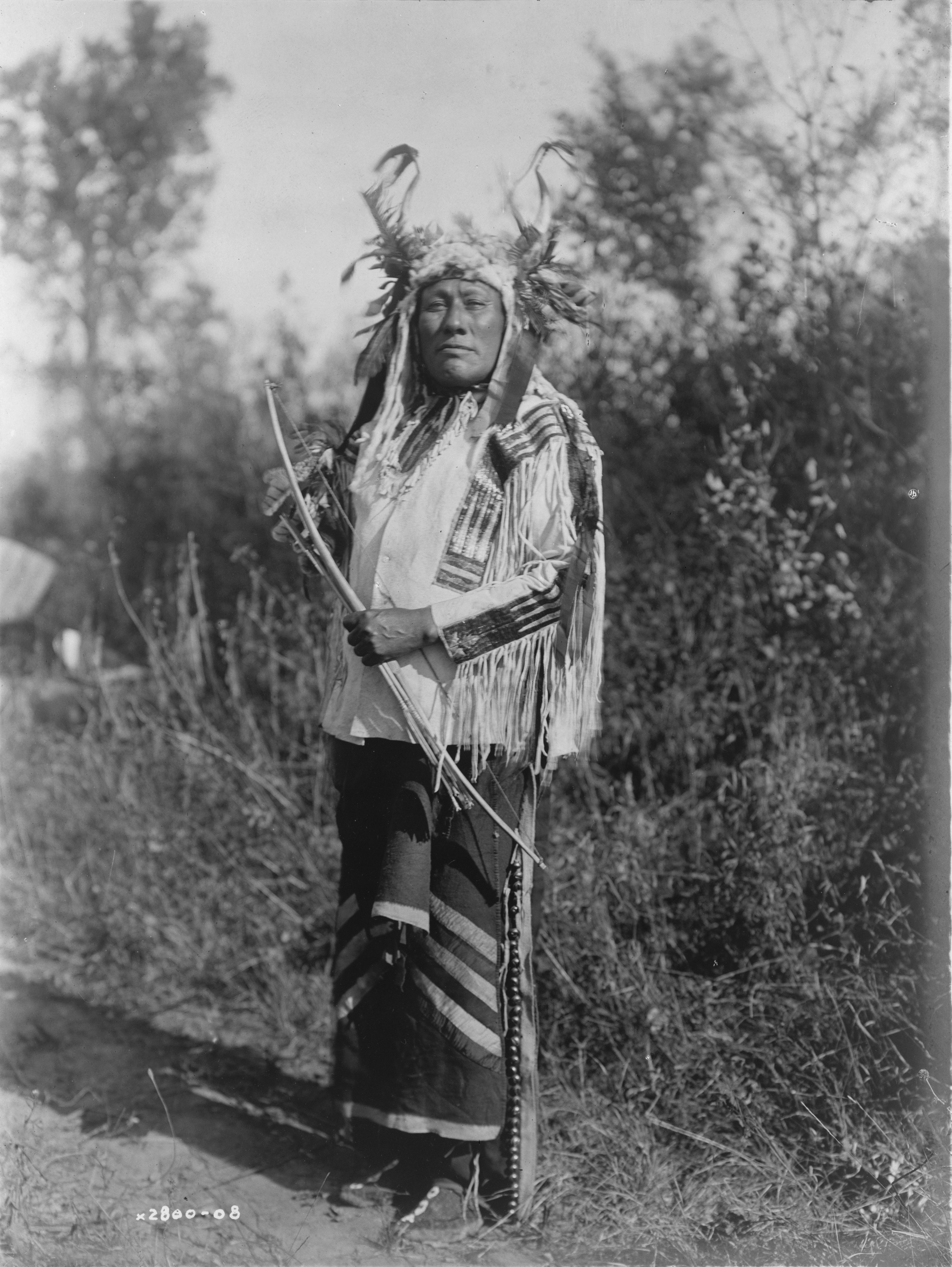
Long Time Dog, um guerreiro Hidatsa

Por centenas de anos, a área de Knife River, na atual Dakota do Norte, foi o lar dos Hidatsa e de seus ancestrais. As primeiras aldeias remontam ao século XIII.
Relatos de história registrada no início do século XVIII identificam três grupos de aldeias intimamente relacionados aos quais o termo Hidatsa é aplicado. O que agora é conhecido como tribo Hidatsa é a fusão desses três grupos, que tinham histórias discretas e falavam dialetos diferentes; eles se uniram somente depois de se estabelecerem no rio Missouri (Awati/Awáati).
Os Awaxawi ("Aldeia na Colina") ou Amahami ("Terra Despedida ", "País Montanhoso") têm uma tradição de criação semelhante à do Mandan, que descreve seu surgimento há muito tempo atrás da Terra, no Lago do Diabo (Miri xopash/Mirixubáash/Miniwakan) ("Água benta lá"). Mais tarde, eles se mudaram para o oeste, para os Bosques Pintados (perto de Square Buttes ou Awakotchkesshesh) e se estabeleceram perto de uma vila de Mandan e outra de Awatixa.
O Awatixa ("Aldeia das Lojas Espalhadas") ou Awadixá ("Aldeia Alta") originou-se não da terra, mas do céu, liderado pelo Corpo carbonizado. De acordo com sua tradição, seus primeiros habitantes viveram perto de Painted Woods, "onde foram criados". Depois disso, eles sempre viveram entre o rio Heart (Naada Aashi / Naadáashishh) e o rio Knife (Mee ecci Aashi/Mé'cii'aashish) ao longo do rio Middle Missouri (Awati / Awáati).
Os Hidatsa propriamente ditos ou Hiraacá/Hiratsa ("Povo dos Salgueiros"), o maior dos três, eram uma confederação de numerosas bandas nômades Hidatsa do norte, que se separaram dos Awaxawi / Amahami no que hoje é o oeste de Minnesota. Primeiro eles se estabeleceram ao norte, depois depois se mudaram para o sul, para o Lago do Diabo. Em suas viagens, encontraram o Mandan (Adahpakoa / Aróxbagua) (às vezes também chamado: Araxbakua Itawatish) e depois se mudaram para o oeste e se estabeleceram com esses parentes distantes ao norte do rio Knife, onde adotaram a agricultura e aldeias permanentes. Mais tarde eles se mudaram para a foz do rio Knife. Seu território varria rio acima ao longo do rio Missouri, suas regiões tributárias a oeste e as regiões Rio Mouse e Devils Lake a nordeste. Eles inicialmente faziam parte daqueles que se tornariam o rio Crow. Os Hidatsa chamavam a Nação dos Corvos Gixaa'iccá / Gixáa-iccá ("Aqueles que fazem beicinho por cima de Tripe").
Os Hidatsa originalmente viviam em Miri xopash/Mirixubáash/Miniwakan, região de Devils Lake em Dakota do Norte, antes de serem empurrados para o sudoeste pelos Lakota (Itahatski/Idaahácgi). Quando migraram para o oeste, os Hidatsa cruzaram o Mandan na foz do rio Heart. Os dois grupos formaram uma aliança e se estabeleceram em uma agradável divisão de território ao longo dos rios da região.

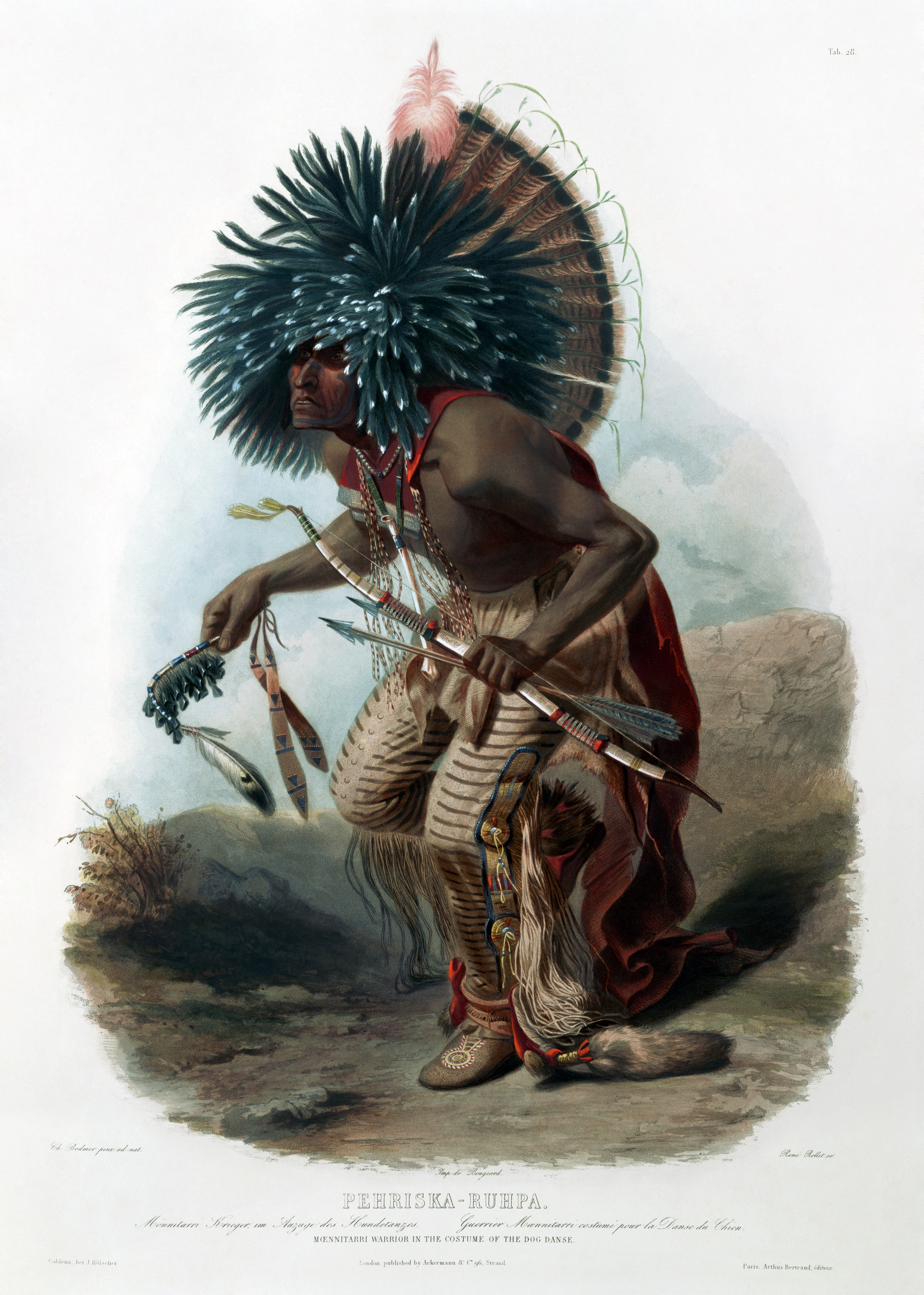
Hidatsa realizando dança de cachorro em regalia por Karl Bodmer. Na mão direita, ele segura um casco de cascos de pronghorn. Uma flauta de osso está pendurada em uma corda em volta do pescoço.

Antes da epidemia de 1782, eles tinham poucos inimigos. Os Hidatsa caçavam a montante das aldeias terrestres no e abaixo do rio Knife. Aqui, entre o Knife e o rio Yellowstone (Mii Ciiri Aashi/Mi'cíiriaashish), eram numerosos o suficiente para resistir aos ataques dos Assiniboine (Hidusidi/Hirushíiri), que caçavam na área, mas raramente passavam o inverno no rio Missouri, como parte de a poderosa Confederação de Ferro (que era dominada pelos Cree (Sahe/Shahíi) e Assiniboine) era um oponente ao qual Hidatsa tinha que prestar atenção.
Um cerco notável da vila Big Hidatsa pelos Sioux por volta de 1790 terminou com uma grande vitória para os habitantes. Eles mataram 100 ou mais Sioux em retirada em um contra-ataque, segundo as fontes.
Os Hidatsa desempenharam um papel central nas redes comerciais indianas das Grandes Planícies, com base em uma posição geográfica vantajosa combinada com um excedente da agricultura e artesanato. Fontes históricas mostram que as aldeias Hidatsa foram visitadas por Cree, Assiniboine, Crow, Cheyenne, Arapaho, Kiowa, Plains Apache e Comanche. Os comerciantes brancos do norte, como David Thompson, da North West Company, começaram a visitar as aldeias Hidatsa e Mandan durante a década de 1790.
Em 1800, um grupo de Hidatsa raptou Sacagawea e várias outras meninas em uma batalha que resultou em morte entre os Shoshone (Maabúgsharuxbaaga) ("Serpentes") de quatro homens, quatro mulheres e vários meninos. Ela foi levada em cativeiro para uma vila de Hidatsa, perto da atual Washburn, Dakota do Norte.
Em 1804, Lewis e Clark chegaram aos Hidatsa (eles se referiam a eles como o Minnetaree em seus registros) em três aldeias na foz do rio Knife e o Mandan em duas aldeias a alguns quilômetros abaixo do rio Missouri.
Em julho de 1825, os "Grovonters [Hidatsas] entraram em conselho e os tratados de paz, comércio e amizade foram concluídos" com os Estados Unidos. A tribo - no documento chamado "Belantse-Etoa ou Minitaree" - também reconheceu a supremacia dos Estados Unidos, quer entendesse ou não. O tratado de paz nunca foi quebrado. "Sempre fomos amigos dos brancos", enfatizou Wolf Chief em 1888, e nunca houve brigas com o Exército dos Estados Unidos.
Aparência e costumes tribais foram documentados pelas visitas de dois artistas do oeste americano. As tribos aliadas foram visitadas pela primeira vez pelo americano George Catlin, que permaneceu com eles vários meses em 1832. Ele foi seguido por Karl Bodmer, um pintor suíço que acompanha o explorador alemão Maximilian de Wied-Neuwied em uma expedição no rio Missouri de 1832 a 1834. Catlin e Os trabalhos de Bodmer registram as sociedades Hidatsa e Mandan, onde estavam mudando rapidamente sob pressão de invasores, doenças infecciosas e restrições governamentais.
Na primavera de 1834, os Awaxawi e Awatixa se estabeleceram em Big Hidatsa por necessidade. Os Sioux haviam atacado as aldeias Hidatsa e reduzido "as duas mais baixas a cinzas". Antes e depois da epidemia de varíola em 1837, brigas sangrentas ocorreram entre os Hidatsa e inimigos como o Assiniboine e o Yanktonai Sioux. Cada tribo deu e recebeu.
A epidemia de varíola de 1837 a 1838 reduziu o povo Hidatsa para cerca de 500 pessoas. Os restantes Mandan e Hidatsa se uniram e se mudaram para o Missouri em 1845. "Bandos de grupos de caça sioux atropelados ou vieram rondando nossas aldeias para roubar cavalos", explicou a Buffalo Bird Woman a razão de deixar sua terra natal por séculos ao longo do rio Knife. Eles finalmente se estabeleceram na Vila Like-a-Fishhook (Mua iruckup hehisa atis, Mu'a-idu'skupe-hi'cec) perto de Fort Berthold, um posto comercial. A eles se juntaram os Arikara (Adakadaho/Aragárahu) em 1862.

### 1851-1900

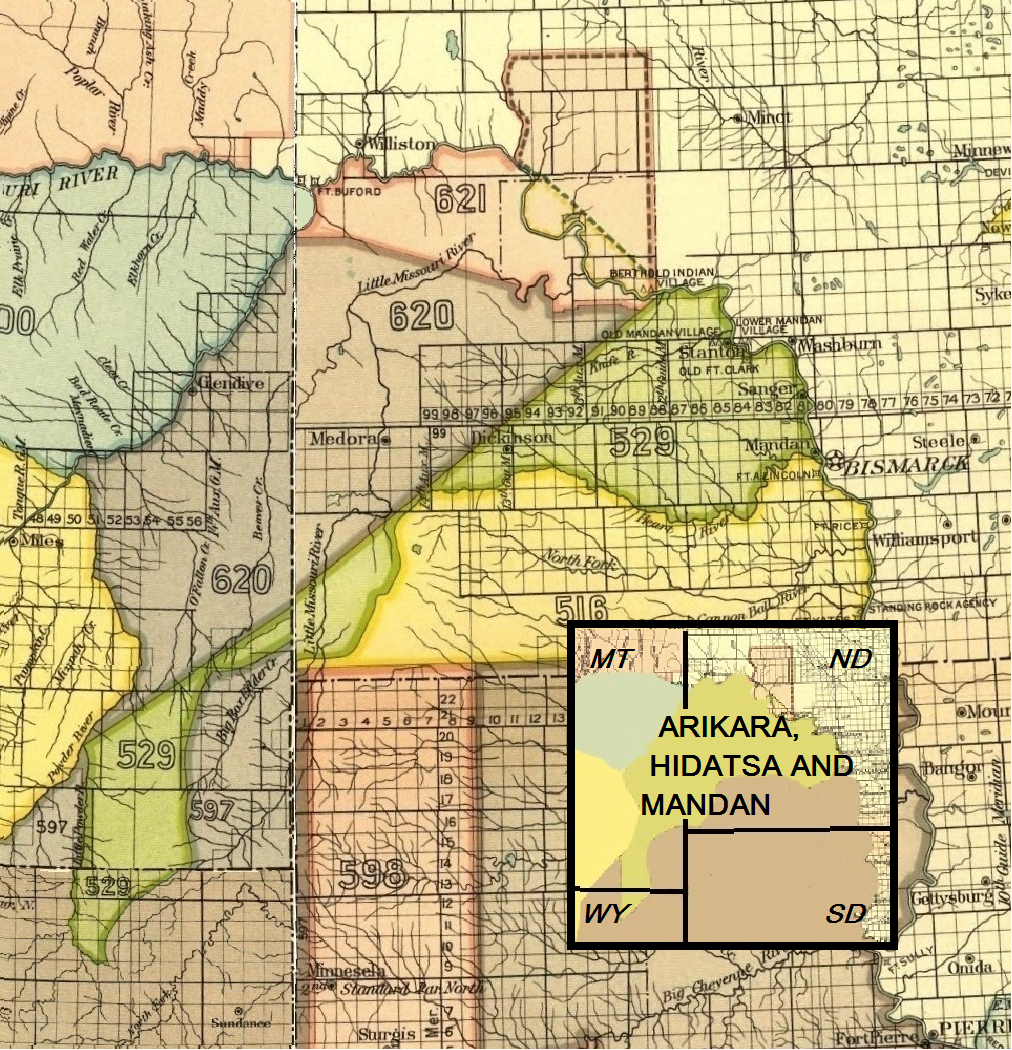
Arikara, Hidatsa e Mandan 1851. (Áreas 529, 620 e 621 ao sul do Missouri)

A tribo Hidatsa era uma das partes no Tratado de Fort Laramie, 1851. Juntamente com os Mandan e os Arikara, eles conseguiram um tratado em terras ao norte de Heart River. Onze anos depois, as Três Tribos não habitariam uma única vila de verão na área do tratado. Os Lakota o anexaram mais ou menos, apesar de participarem do tratado de paz.
Encorajado por Karl Bodmer, o artista suíço Rudolph F. Kurz viajou pelas planícies do norte no início da década de 1850. Ele deixou uma conta, além de esboços das tribos da vila.

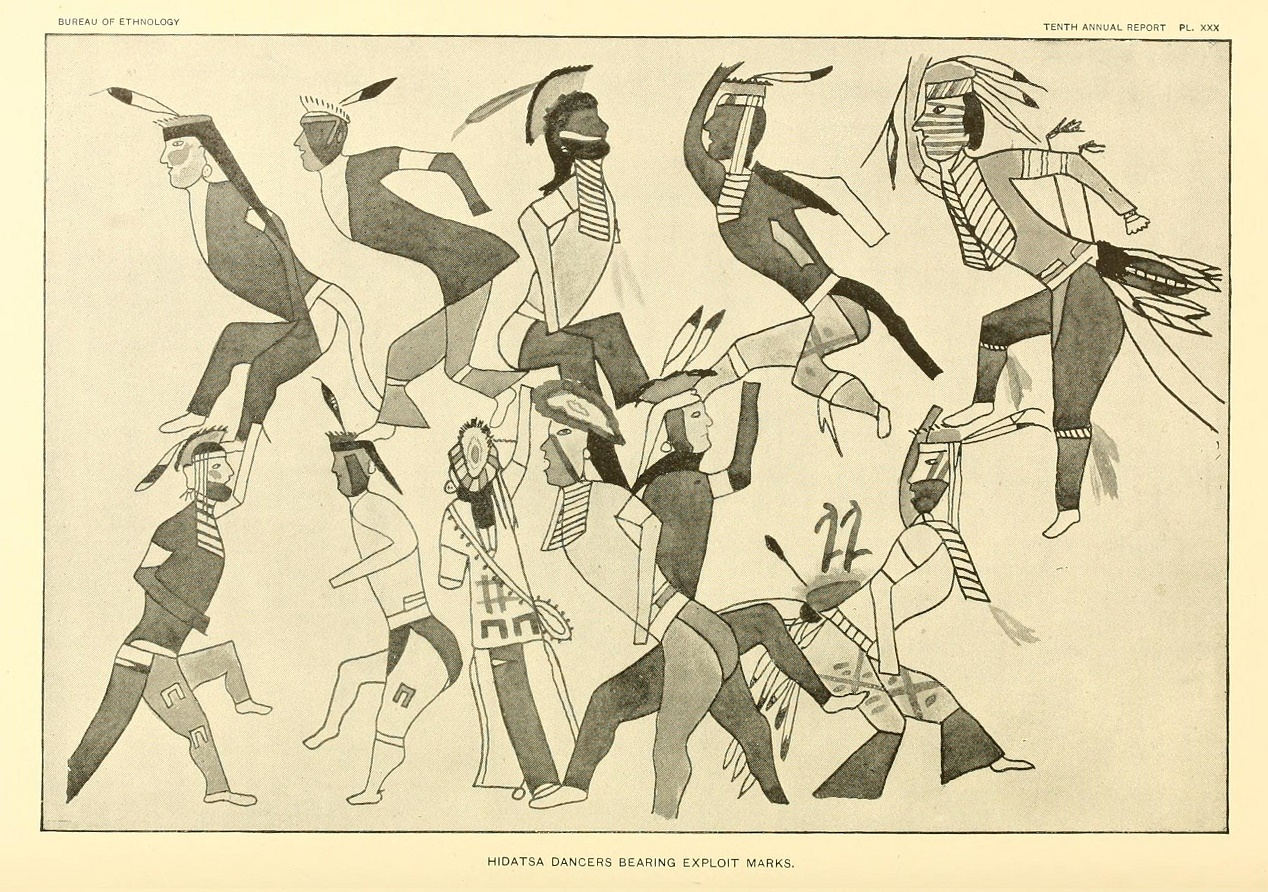
Celebrando os guerreiros Hidatsa com marcas de exploração no corpo e no vestido. "X" designa um golpe e "U" virado de cabeça para baixo designa cavalos capturados. Desenhado por um Hidatsa no final do século XIX.

Four Bears, notável chefe de guerra de Hidatsa após a epidemia de varíola de 1837 (foi uma das pessoas que fundou a vila Like-A-Fishhook para Hidatsa, Mandan e Arikara - e não deve ser confundida com o famoso chefe de Mandan, Mato-tope (Quatro ursos)), foi morto junto com outros moradores ao atacar Yankton Sioux em 1861. Em dezembro de 1862, alguns Sioux queimaram partes da Vila Like a Fishhook e podem ter levantado milho em cache ao mesmo tempo.
Ataques feitos em suas casas assim fizeram as Três Tribos pedirem a intervenção do Exército dos Estados Unidos. Já em 1857, o chefe da Hidatsa, Long Hair, acusou os sioux de tentarem ser "as pessoas mais fortes e poderosas da Terra". Anos depois, seria a vez do chefe Crows Breast levantar queixas duras sobre os Sioux.
Os Hidatsas não estavam ociosos, às vezes até invadindo Lakotas ao sul de Heart River.
Por volta de 1870, um bando de Hidatsas "dissidentes" liderados por Bobtail Bull e mais tarde por Crow Flies High deixou o grupo ortodoxo ou conservador em Like a Fishhook Village. Para proteção, eles constroem uma nova vila a apenas três quilômetros a oeste do posto militar de Fort Buford. Às vezes, os homens procuravam o exército. Mantendo um perfil discreto enquanto caçavam veados e outros pequenos animais ao longo do Little Missouri, eles conseguiram como índios sem reservas até 1894.
As Três Tribos venderam um segmento de terra aos Estados Unidos em 1870. O último tratado que diminuiu a Reserva Indígena Fort Berthold foi assinado em 1886 (ratificado em 1891). No século seguinte, as tribos ganhariam um caso de reivindicações e receberiam pagamento por parte da terra perdida por ordem executiva cinquenta anos antes.
Os problemas generalizados com os Lakotas desapareceram após a conclusão de um acordo de paz em 1875, com o coronel GA Custer como mediador. A partir de então, os Hidatsa se concentrariam cada vez mais em desacordos com os oficiais da capital.
Good Bear apresentou o Naxpike (dança do sol dos Hidatsa) em 1879. Ele foi o último Hidatsa a fazê-lo.

## Cultura

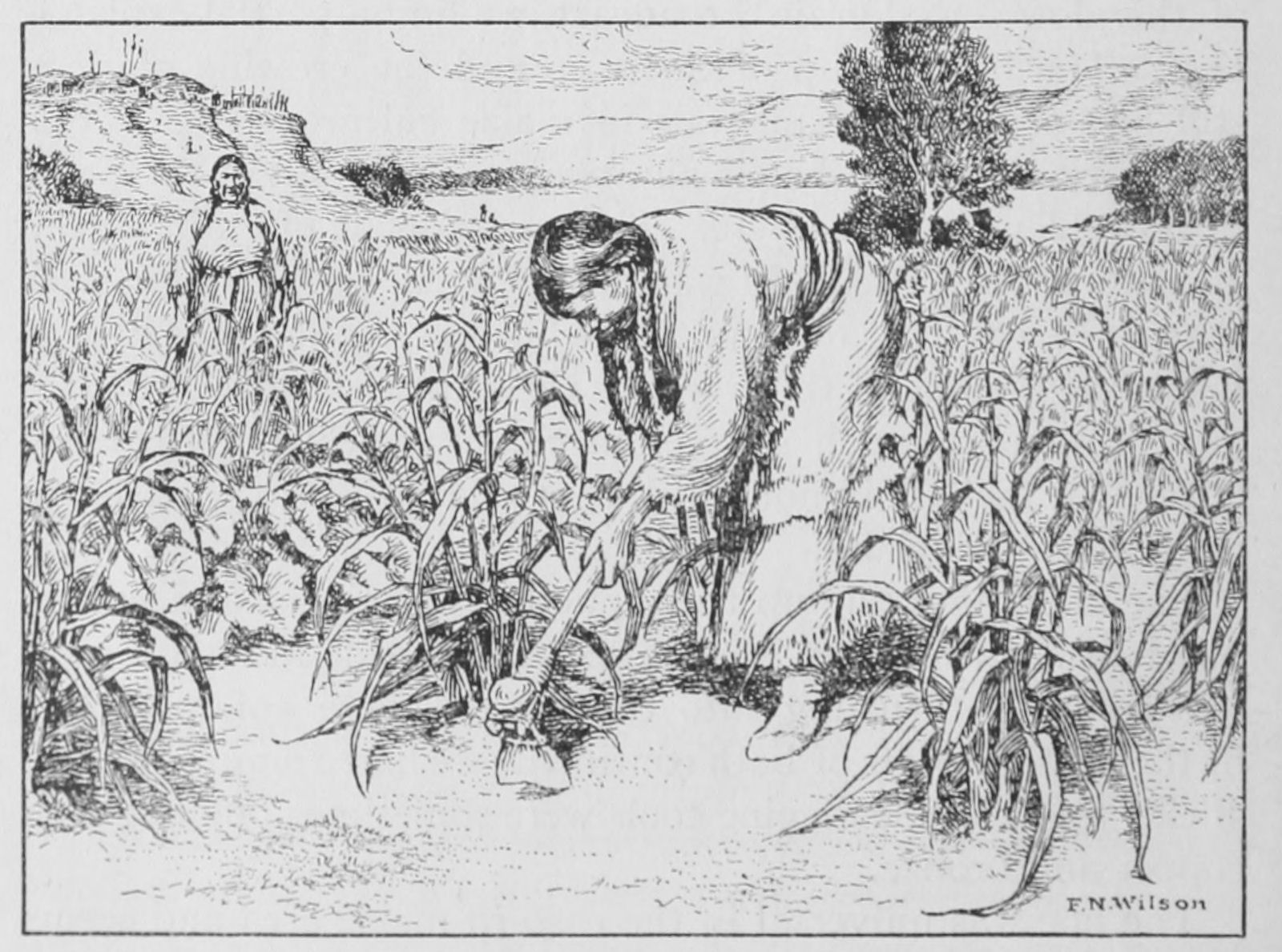
O índio americano Fig 7. Mulheres Hidatsa cultivando o solo. Nove variedades de milho foram cultivadas. O "branco macio" pode ser usado em qualquer tipo de alimento para milho. "Amarelo suave" era fácil de bater e se transformar em refeição. Cada variedade tinha um sabor distinto. Além do milho, as mulheres tinham feijão, girassol e abóbora nos jardins bem cuidados.

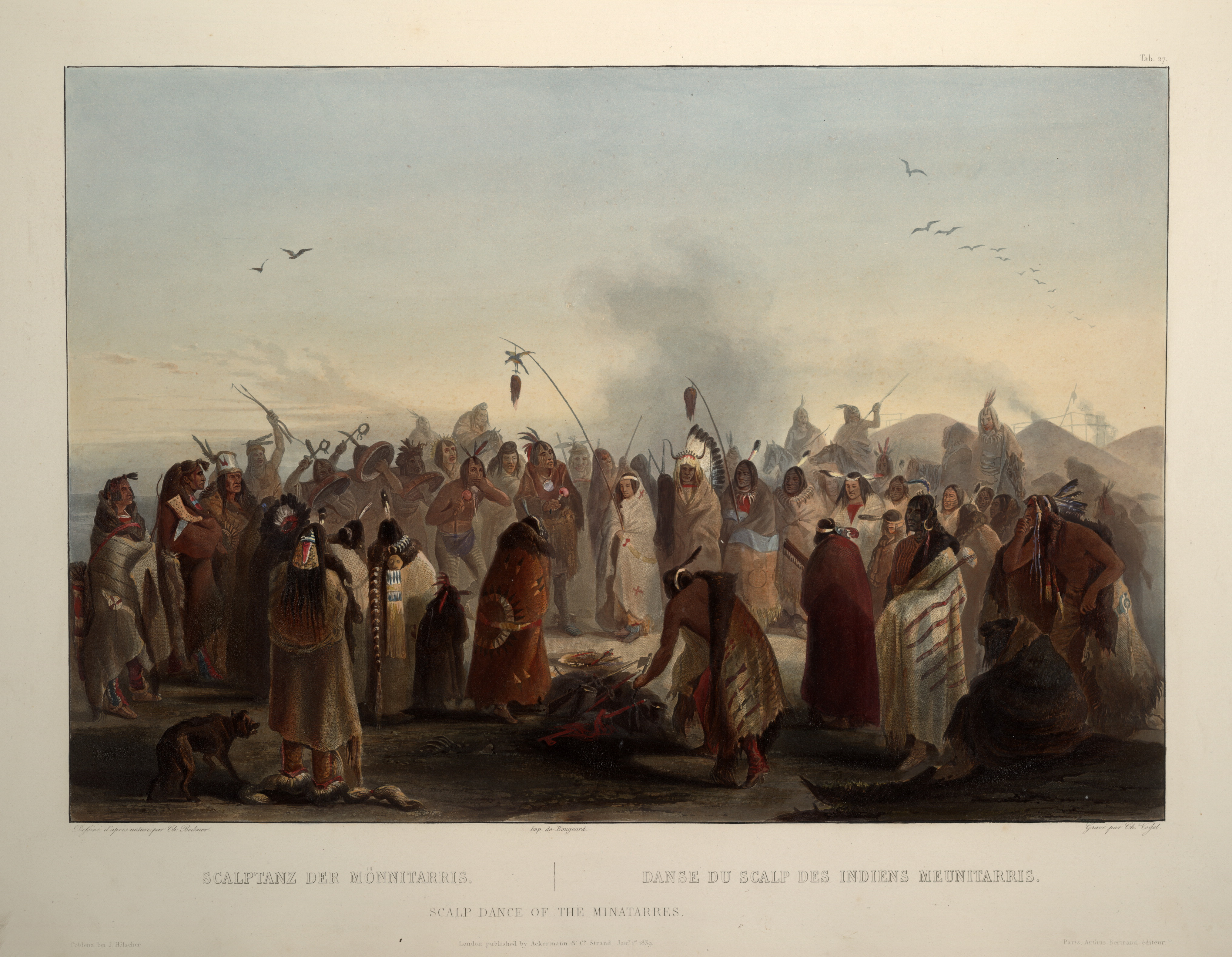
Dança do couro cabeludo do Hidatsa

Os Hidatsa são um povo matrilinear, com descendência determinada pela linha materna. Como os primeiros Mandan e Hidatsa se casaram fortemente, as crianças foram ensinadas a falar a língua de sua mãe, mas a entender o dialeto de qualquer tribo. Uma breve descrição da cultura Hidatsa-Mandan, incluindo uma gramática e vocabulário da língua Hidatsa, foi publicada em 1877 por Washington Matthews, um médico do governo designado para a Reserva Indígena Fort Berthold.
Durante o início do século XX, Gilbert Livingston Wilson realizou um extenso trabalho etnográfico com a idosa Hidatsa, a Buffalo Bird Woman. Ele também entrevistou membros de sua família imediata em Fort Berthold. A partir de suas informações coletadas, Wilson descreveu a economia tradicional, a cerimônia e as práticas cotidianas como lembradas pela Mulher-Pássaro-Búfalo, que vivia na Vila Like-a-Fishhook.
Frances Densmore gravou uma série de canções cerimoniais e pessoais dos Hidatsas antes de 1920.

## Galeria

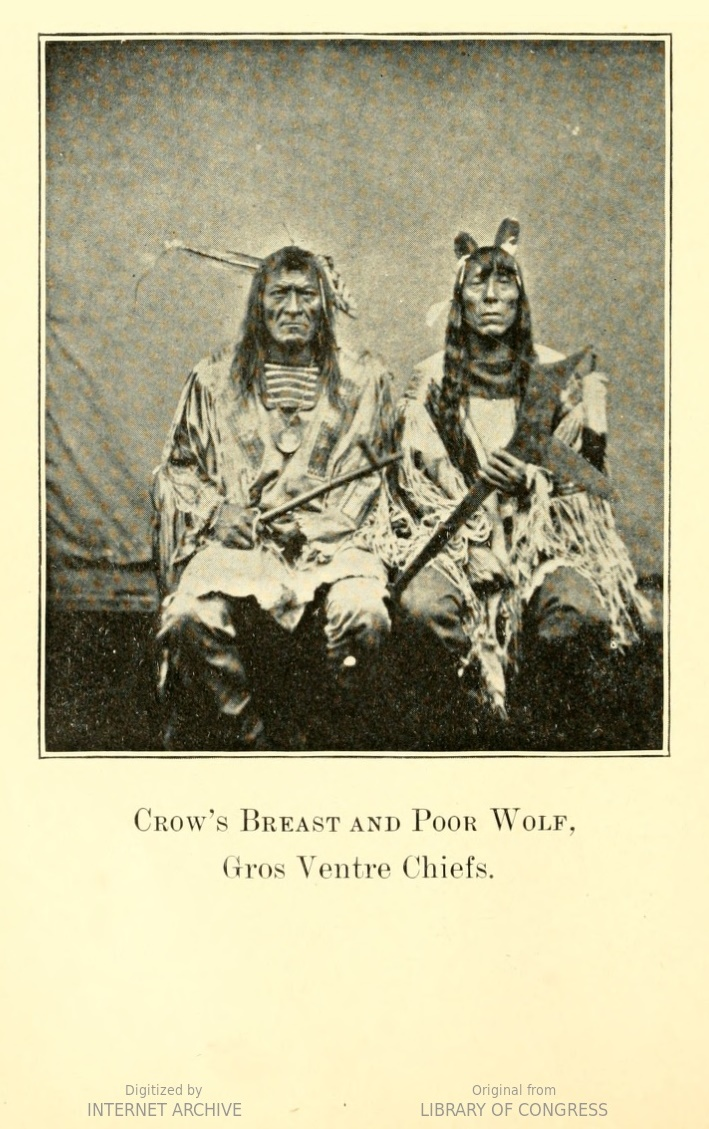
Hidatsa (Gros Ventre) chefia o Peito de Corvo e o Lobo Pobre. O peito do corvo era chefe principal do Hidatsa em meados da década de 1870.